# Burgstall Agnesburg
Der Burgstall Agnesburg ist eine abgegangene hochmittelalterlichen Höhenburg auf 620 m ü. NN an der Eselssteige am Nordwestrand des Bohlerberges westlich von Reichenbach, einem Ortsteil der Gemeinde Westhausen im Ostalbkreis in Baden-Württemberg.
Vermutlich handelt es sich um die Burg der 1147 bis 1394 genannten ellwangischen Ministerialenfamilie von Westhausen. Der Name der Burg geht der Sage nach auf Agnes von Westhausen zurück. Sie soll die letzte der Westhauser gewesen sein. Zur Erinnerung an ihre wohltätigen Stiftungen wurde ihr beim Neubau der Westhauser Kirche 1780 eine Gedenktafel gewidmet.

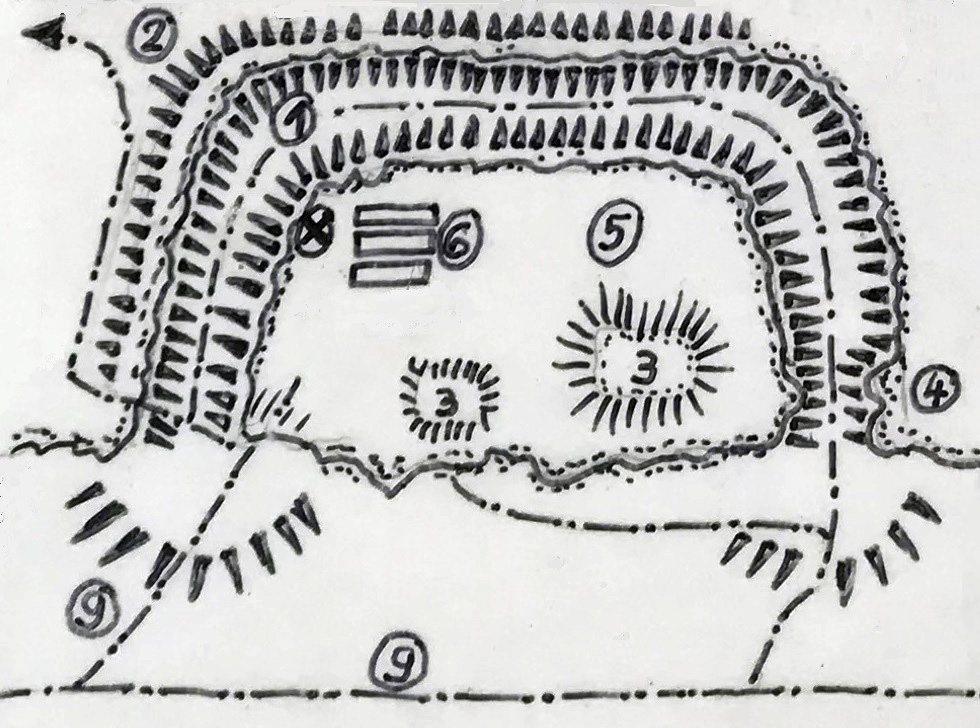
Grundriss des Burgstalls, oben ist Süden:
1 Burggraben
2 Wall
3 Keller oder Zisterne
4 Felskopf, vermutete Brücke
5 Burgplatz
6 Sitzbänke
9 Fußpfad

Die Burg lag am nördlichen Albtrauf auf der nordwestlichen Bergkante des 670 m hohen Bohlers. Von der ehemaligen 35 mal 25 Meter großen Burganlage, an drei Seiten umgeben von einem bis zu 6 Meter tiefen Burggraben, zeugen noch zwei Mulden, die Keller oder eine Zisterne gewesen sein könnten, sowie Reste eines Walls. Der Burggraben mündet beidseitig in den felsigen Steilhang. Am westlichen Grabenende könnte ein Felskopf als Aufleger für eine Brücke zur Burg gedient haben.
Vom westlich von Reichenbach befindlichen „Wanderparkplatz Bohler“ führt ein schmaler Pfad namens „Burgsteig“ am nördlichen Talhang entlang hoch zur Agnesburg. Unterhalb des Burgstalls befindet sich die nördliche Tunneleinfahrt der Bundesautobahn 7  in den Agnesburgtunnel durch den Bohler. Etwa eineinviertel Kilometer südöstlich befand sich auf einem Sporn die Burg Reichenbach.